# TVN24 BiS
TVN24 BiS (precedentemente TVN CNBC) è una rete televisiva generalista polacca gestita e di proprietà di Grupa ITI che trasmette in lingua polacca.